# Črna prst
Der Črna prst ist ein Berg in Slowenien. Er liegt südlich von Bohinjska Bistrica im Triglav-Nationalpark. Der Gipfel liegt 1844 m über dem Meeresspiegel.
Rund 10 Höhenmeter unterhalb der Bergspitze befindet sich eine Berghütte, die „Dom Zorka Jelinčiča“.
Nördlich der Spitze, beginnend auf einer Höhe von rund 1300 Metern, befindet sich das einzige botanische Reservat in den Julischen Alpen mit einer beeindruckenden Vielfalt an Blumen.
Der Črna Prst ist Teil der Via Alpina.